# Amolita intensa
Amolita intensa là một loài bướm đêm trong họ Erebidae.